# Marie Schreiber
Marie Schreiber (17 april 2003) is een wielrenster en veldrijdster uit Luxemburg.
Bij de Wereldbeker veldrijden 2020-2021 werd Schreiber tweede achter Zoe Bäckstedt.
In juni 2021 werd Schreiber nationaal jeugdkampioene op de weg bij de wegrace en de tijdrit. In oktober werd ze derde bij de elite op de Berencross, een onderdeel van de Ethias Cross.
Tijdens de wereldbeker veldrijden in Hulst op 21 december 2024 pakt Schreiber haar eerste overwinning in het veld bij de Elite. Ze leidt de wedstrijd van start tot finish en weet Brand en Pieterse knap achter zich te houden.

## Palmares

### Veldrijden

#### Resultatentabel elite
| Seizoen   |    | WK | EK | LK  |     | Klassementen | Klassementen | Klassementen | Klassementen | Klassementen |       | UCI- ranking |    | Podia | Podia | Podia | Aantal crossen |
| Seizoen   | WB | WK | EK | LK  | SP  | Trofee       | TOI TOI      | EKZ          | Goud         | Zilver       | Brons | UCI- ranking |    |       |       |       | Aantal crossen |
| --------- | -- | -- | -- | --- | --- | ------------ | ------------ | ------------ | ------------ | ------------ | ----- | ------------ | -- | ----- | ----- | ----- | -------------- |
| 2019-2020 |    | –  | –  | –   |     | –            | –            | 53e          | –            | 45e          |       | 168e         |    | –     | –     | –     | 8              |
| 2020-2021 | –  | –  | –  | –   | –   | –            | –            | –            | 111e         | –            | –     | –            | 5  |       |       |       |                |
| 2021-2022 | –  | –  | –  | 41e | 23e | 20e          | –            |              | 33e          | 1            | –     | 1            | 24 |       |       |       |                |
| 2022-2023 | –  | –  | ↑  | 8e  | 40e | 22e          | –            | 13e          | 3            | 2            | –     | 24           |    |       |       |       |                |
| 2023-2024 | –  | –  | ↑  | 9e  | 9e  | –            | –            | 10e          | 4            | 2            | –     | 23           |    |       |       |       |                |
| 2024-2025 | –  | –  | ↑  | 6e  | 23e | 22e          | –            | 6e           | 6            | 1            | 3     | 19           |    |       |       |       |                |
| Totaal    |    | –  | –  | 3   |     | –            | –            | –            | –            | –            |       | –            |    | 14    | 5     | 4     | 103            |

#### Podiumplaatsen elite
| Legenda                       |
| ----------------------------- |
| Wereldkampioenschappen        |
| Continentale kampioenschappen |
| Nationale kampioenschappen    |
| Wereldbeker                   |
| Superprestige                 |
| Trofee                        |
| Overige veldritten            |

| Nr.           | Seizoen       | Datum             | Veldrit                                              | Cat.          | Wedstrijdserie                    |               |
| Overwinningen | Overwinningen | Overwinningen     | Overwinningen                                        | Overwinningen | Overwinningen                     | Overwinningen |
| ------------- | ------------- | ----------------- | ---------------------------------------------------- | ------------- | --------------------------------- | ------------- |
| 1.            | 2021-2022     | 30 oktober 2021   | Grand-prix de la Commune de Contern, Contern (#1)    | C2            | Overige (#1)                      |               |
| 2.            | 2022-2023     | 10 september 2022 | 4 Bikes Festival Cyclocross Race, Lützelbach (#1)    | C2            | Overige (#2)                      |               |
| 3.            | 2022-2023     | 11 september 2022 | Internationaler GGEW Grand Prix, Bensheim            | C2            | Overige (#3)                      |               |
| 4.            | 2022-2023     | 15 januari 2023   | Luxemburgs kampioenschap, Mamer                      | CN            | Luxemburgse kampioenschappen (#1) |               |
| 5.            | 2023-2024     | 9 september 2023  | 4 Bikes Festival Cyclocross Race, Lützelbach (#2)    | C2            | Overige (#4)                      |               |
| 6.            | 2023-2024     | 10 september 2023 | Internationaler GGEW Grand Prix Bensheim, Bensheim   | C2            | Overige (#5)                      | [ 4 ]         |
| 7.            | 2023-2024     | 8 oktober 2023    | Brumath Bike Festival, Brumath                       | C1            | Overige (#6)                      | [ 5 ]         |
| 8.            | 2023-2024     | 13 januari 2024   | Luxemburgs kampioenschap, Hesperange                 | CN            | Luxemburgse kampioenschappen (#2) | [ 6 ]         |
| 9.            | 2024-2025     | 19 oktober 2024   | Coupe de France Cyclo-Cross #1 - Nommay, Nommay (#1) | C2            | Coupe de France (#1)              | [ 7 ]         |
| 10.           | 2024-2025     | 20 oktober 2024   | Coupe de France Cyclo-Cross #2 - Nommay, Nommay (#2) | C2            | Coupe de France (#2)              | [ 8 ]         |
| 11.           | 2024-2025     | 27 oktober 2024   | Grand-prix de la Commune de Contern, Contern (#2)    | C2            | Overige (#7)                      | [ 9 ]         |
| 12.           | 2024-2025     | 21 december 2024  | Vestingcross, Hulst                                  | CDM           | Wereldbeker (#1)                  | [ 10 ]        |
| 13.           | 2024-2025     | 12 januari 2025   | Luxemburgs kampioenschap, Cessange                   | CN            | Luxemburgse kampioenschappen (#3) | [ 11 ]        |
| 14.           | 2024-2025     | 5 februari 2025   | Parkcross, Maldegem                                  | C2            | Exact Cross                       | [ 12 ]        |
| 2e plaatsen   |               |                   |                                                      |               |                                   |               |
| 1.            | 2022-2023     | 9 oktober 2022    | Brumath Cross Days, Brumath                          | C2            | Overige (#1)                      |               |
| 2.            | 2022-2023     | 30 december 2022  | Azencross, Loenhout                                  | C1            | Exact Cross                       |               |
| 3.            | 2023-2024     | 17 september 2023 | Kleeberg Cross, Mechelen                             | C2            | Overige (#2)                      | [ 13 ]        |
| 4.            | 2023-2024     | 3 december 2023   | Wereldbeker Flamanville, Flamanville                 | CDM           | Wereldbeker (#1)                  | [ 14 ]        |
| 5.            | 2024-2025     | 22 oktober 2024   | Nacht van Woerden, Woerden                           | C2            | Overige (#3)                      | [ 15 ]        |
| 3e plaatsen   |               |                   |                                                      |               |                                   |               |
| 1.            | 2021-2022     | 2 oktober 2021    | Berencross, Meulebeke                                | C2            | Ethias Cross                      |               |
| 2.            | 2024-2025     | 16 november 2024  | Vlaamse Aardbeiencross, Merksplas                    | C1            | Superprestige                     | [ 16 ]        |
| 3.            | 2024-2025     | 24 november 2024  | Scheldecross, Antwerpen                              | CDM           | Wereldbeker (#1)                  | [ 17 ]        |
| 4.            | 2024-2025     | 19 januari 2025   | Wereldbeker Benidorm, Benidorm                       | CDM           | Wereldbeker (#2)                  | [ 18 ]        |

#### Resultatentabel jeugd
| Seizoen      |             | WK | EK | LK |        | Klassementen | Klassementen |       | Podia | Podia | Podia | Aantal crossen |
| Seizoen      | Wereldbeker | WK | EK | LK | Trofee | Goud         | Zilver       | Brons |       |       |       | Aantal crossen |
| ------------ | ----------- | -- | -- | -- | ------ | ------------ | ------------ | ----- | ----- | ----- | ----- | -------------- |
| ↓ Junioren ↓ |             |    |    |    |        |              |              |       |       |       |       |                |
| 2019-2020    |             | 9e | –  | ↑  |        |              | –            |       | 1     | –     | –     | 2              |
| 2020-2021    | –           | –  | –  | ↑  | Afg.   | –            | 1            | –     | 1     |       |       |                |
| ↓ Beloften ↓ |             |    |    |    |        |              |              |       |       |       |       |                |
| 2021-2022    |             | 6e | 7e | ↑  |        | 9e           |              |       | 1     | –     | –     | 3              |
| 2022-2023    | 5e          | 4e | –  | ↑  | –      | –            | –            | 2     |       |       |       |                |
| 2023-2024    | 5e          | ↑  | –  | ↑  | –      | 1            | –            | 2     |       |       |       |                |
| 2024-2025    | ↑           | ↑  | –  | –  | –      | 2            | –            | 2     |       |       |       |                |
| Totaal       |             | –  | –  | 2  |        | –            | –            |       | 2     | 4     | –     | 12             |

#### Podiumplaatsen jeugd
| Legenda                       |
| ----------------------------- |
| Wereldkampioenschappen        |
| Continentale kampioenschappen |
| Nationale kampioenschappen    |
| Wereldbeker                   |
| Superprestige                 |
| Trofee                        |
| Overige veldritten            |

| Nr.           | Seizoen       | Datum            | Veldrit                               | Cat.          | Wedstrijdserie                 |               |
| Overwinningen | Overwinningen | Overwinningen    | Overwinningen                         | Overwinningen | Overwinningen                  | Overwinningen |
| ------------- | ------------- | ---------------- | ------------------------------------- | ------------- | ------------------------------ | ------------- |
| ↓ Junioren ↓  |               |                  |                                       |               |                                |               |
| 1.            | 2019-2020     | 11 januari 2020  | Luxemburgse kampioenschap, Dippach    | CN            | Luxemburgse kampioenschappen   |               |
| ↓ Beloften ↓  |               |                  |                                       |               |                                |               |
| 1.            | 2021-2022     | 8 januari 2022   | Luxemburgse kampioenschap, Ettelbruck | CN            | Luxemburgse kampioenschappen   |               |
| 2e plaatsen   |               |                  |                                       |               |                                |               |
| ↓ Junioren ↓  |               |                  |                                       |               |                                |               |
| 1.            | 2020-2021     | 29 november 2020 | Cyclocross Tábor, Tábor               | CDM           | Wereldbeker                    |               |
| ↓ Beloften ↓  |               |                  |                                       |               |                                |               |
| 1.            | 2023-2024     | 5 november 2023  | Europees kampioenschap, Pontchâteau   | CC            | Europese kampioenschappen (#1) | [ 19 ]        |
| 2.            | 2024-2025     | 3 november 2024  | Europese kampioenschappen, Pontevedra | CC            | Europese kampioenschappen (#2) | [ 20 ]        |

### Wegwielrennen
2023
 Luxemburgs kampioene op de weg, beloften
2024
 Luxemburgs kampioene op de weg, beloften
 Luxemburgs kampioen op de weg, elite
Jongerenklassement Baloise Ladies Tour
 Europees kampioenschap tijdrijden, beloften
2025
 Tijdrit op de Spelen van de Kleine Staten van Europa
 Luxemburgs kampioene op de weg, elite
 Luxemburgs kampioene tijdrijden, elite
 Luxemburgs kampioene op de weg, beloften

#### Resultaten in voornaamste wedstrijden
|      | \| Jaar \| \| WK op de weg \| \| ---- \| \| ------------ \| \| 2023 \| \| 60e \| \| 2024 \| \| opgave \| |              |
| Jaar | | WK op de weg |
| 2023 | | 60e          |
| 2024 | | opgave       |

## Ploegen
- 2021/22 –  Tormans Cyclo Cross Team
- 2023 –  Team SD Worx vanaf 1/3
- 2024 –  Team SD Worx
- 2025 –  Team SD Worx-Protime

Bredewold · van den Broek-Blaak (zwangerschapsverlof) · Cecchini · Fisher-Black · Frei · Guarischi · Kopecky · Majerus · Markus · Reusser · Schreiber (vanaf 1/3) · Shackley · Uneken · Vas · Vollering · Wiebes
Bredewold  · van den Broek-Blaak · Cecchini · Fisher-Black · Gerritse · Guarischi · Kopecky  · Majerus · Markus · Reusser   · Schreiber · Shackley (tot 16/4) · Uneken · Vas  U23 · Vollering · Wiebes
van Belle (vanaf 29/4) · Bredewold · van der Breggen · van den Broek-Blaak (tot 11/2) · Cecchini · Gerritse · Guarischi · Häberlin · Harvey · J. Kopecký · L. Kopecky  · Lach · Markus · Schneider · Schreiber · Schreurs · Vas · Wiebes 